# Zvjezdan Misimović
Zvjezdan Misimović (en serbi: Звјездан Мисимовић, 5 de juny de 1982) és un exfutbolista bosnià de la dècada de 2000 nascut a Alemanya.
Fou 84 cops internacional amb la selecció iugoslava.
Començà la seva carrera a Alemanya, on jugà gran part de la seva carrera. Defensà els colors de clubs com Bayern Múnic, VfL Wolfsburg, Galatasaray, Dynamo Moscou i Beijing Renhe.

## Palmarès

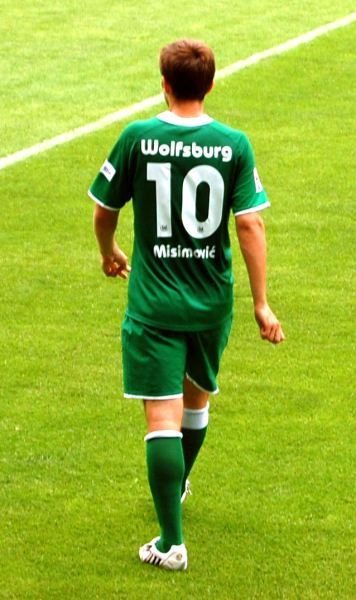
Misimović jugant pel VfL Wolfsburg.

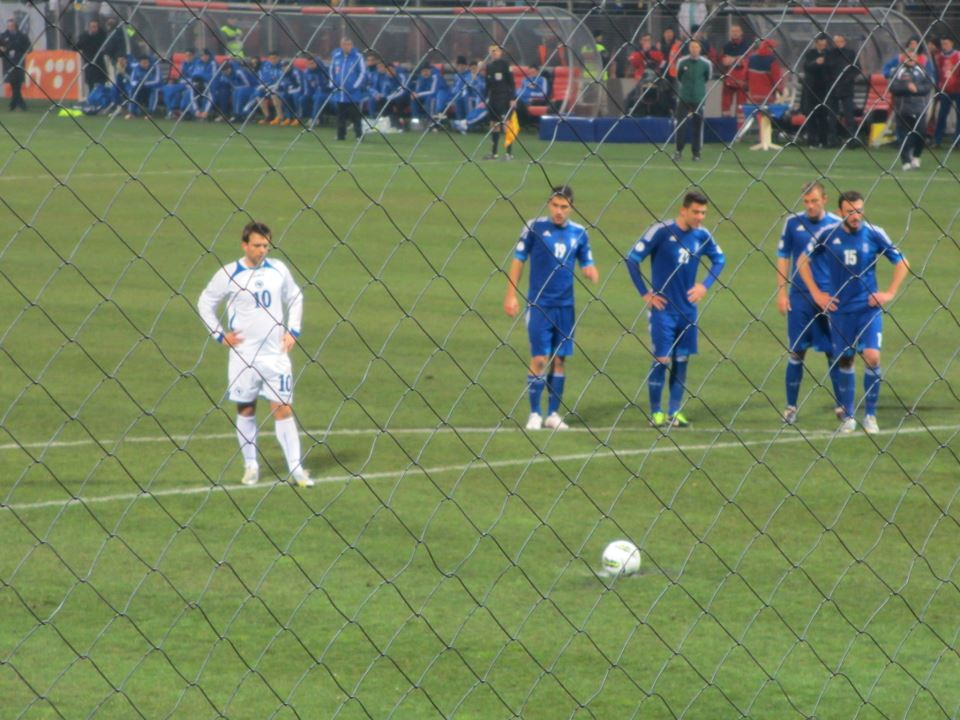
Zvjezdan Misimović llença un penal vs Grècia.

Bayern de Múnic
- Lliga alemanya de futbol: 2002-03

VfL Bochum
- 2. Bundesliga: 2005-06

VfL Wolfsburg
- Lliga alemanya de futbol: 2008-09

Guizhou Renhe
- Copa xinesa de futbol: 2013
- Supercopa xinesa de futbol: 2014